# 浑都海
渾都海（？—1260年，羅馬化：qūndqāī，見《史集》），札剌亦儿氏，蒙古帝国将领。
蒙哥时渾都海作为哈剌不花的副手，率军攻打南宋四川。蒙哥攻蜀，浑都海奉命率骑兵二万驻六盘山。1259年，蒙哥死后，与朝臣阿蓝答儿、脱火赤等拥立蒙哥之弟阿里不哥。1260年，忽必烈与阿里不哥争位。忽必烈派廉希宪为京兆等路宣抚使，遣使招谕。渾都海想要进兵关中，听说京兆有备，于是自六盘山起兵，劫府库，渡河西去。与领兵南下的阿蓝答儿会合在甘州（今甘肃张掖）、西凉府，再次东进，想要进兵关陇，与忽必烈军对峙。九月，忽必烈派合丹、合必赤、总帅汪良臣等人率军在甘州东耀碑谷与其作战，渾都海兵败删丹，与阿蓝答儿都被擒杀。

## 家族
- 祖父：豁火察（Qoγoča）
  - 伯父：朔魯罕（J̌öči ča'urqan，جوچی جاورقای/jūchī jāūrqāī）
    - 堂兄：忒木台（Temüdei）
      - 奥鲁赤（A'uruγči）
        - 拜住（Baiǰu）
        - 脱桓不花（Toγon buqa）

  - 父：拙赤答儿馬剌（J̌öči darmala ，جوچی ترمر/jūchī tarmala）
    - 渾都海（Qunduqai，قوندقای/qūndqāī）